# Kreisgericht Conitz
Das Kreisgericht Conitz war ein preußisches Kreisgericht in der damaligen Provinz Preußen mit Sitz in der Stadt Conitz.

## Geschichte
In Bezirk des Kreisgerichts Conitz bestanden bis 1849 das königliche Land- und Stadtgericht Conitz sowie viele Patrimonialgerichte.
1849 wurden in Preußen einheitlich Kreisgerichte geschaffen. Hierbei wurde die Patrimonialgerichtsbarkeit abgeschafft und die Patrimonialgerichte wurden aufgehoben. Auch die eingangs genannten Gerichte wurden aufgehoben und es entstand das Königliche Kreisgericht Conitz im Sprengel des Appellationsgerichts Marienwerder. Es war für den Landkreis Konitz und einen kleinen Teil des Landkreises Schwetz zuständig.
Schwurgerichtssachen wurden am Kreisgericht Schlochau verhandelt. Am Gericht waren 1870 ein Direktor und elf Kreisrichter eingesetzt. 1870 betrug die Zahl der Gerichtseingesessenen 69.410. Eine Gerichtsdeputation bestand in Tuchel. Gerichtstage wurden in Bruß, Czersk und Groß-Schliewitz gehalten.
Im Rahmen der Reichsjustizgesetze wurde das Gerichtswesen in Deutschland 1879 vereinheitlicht. Damit wurde das Kreisgericht Conitz aufgehoben und das königlich preußische Amtsgericht Conitz mit Wirkung zum 1. Oktober 1879 als eines von neun Amtsgerichten im Bezirk des Landgerichtes Conitz als Nachfolger gebildet.